# جاكا بلاجيتش
جاكا بلاجيتش (بالسلوفينية: Jaka Blažič)‏ مواليد 30 يونيو 1990 في سلوفينيا، جمهورية يوغوسلافيا الاشتراكية الاتحادية، هو لاعب كرة سلة سلوفيني. بدأ مسيرته الاحترافية في سنة 2007. يلعب مع ساسكي باسكونيا. يحمل الرقم 11.

## المسيرة الاحترافية
لعب مع نادي سلوفان لكرة السلة من سنة 2009 إلى 2011، ثم لعب مع نادي أوليمبيا لكرة السلة من سنة 2011 إلى 2013، ثم لعب مع نادي ريد ستار لكرة السلة من سنة 2013 إلى 2015، ثم لعب مع ساسكي باسكونيا في الدوري الإسباني في سنة 2015.

## إحصائيات المسيرة

### الدوري الأوروبي
| السنة   | الفريق                   | لعب | بدأ | دقيقة | ميداني% | ثلاثية | حرة  | ارتداد | صنع | استلاب | تصدي | نقطة | أداء |
| ------- | ------------------------ | --- | --- | ----- | ------- | ------ | ---- | ------ | --- | ------ | ---- | ---- | ---- |
| 2011–12 | نادي أوليمبيا لكرة السلة | 10  | 1   | 14.2  | .350    | .182   | .600 | 2.4    | .4  | .2     | .0   | 3.6  | 2.3  |
| 2012–13 | نادي أوليمبيا لكرة السلة | 10  | 9   | 28.3  | .373    | .278   | .731 | 4.0    | 1.9 | .5     | .0   | 12.4 | 10.9 |
| 2013–14 | نادي ريد ستار لكرة السلة | 10  | 2   | 19.7  | .462    | .345   | .750 | 3.5    | 1.1 | .9     | .2   | 10.3 | 8.8  |
| 2014–15 | نادي ريد ستار لكرة السلة | 24  | 10  | 21.4  | .422    | .309   | .750 | 2.8    | 1.0 | .5     | .1   | 9.1  | 5.8  |
| 2015–16 | ساسكي باسكونيا           | 29  | 3   | 19    | .432    | .352   | .793 | 3.2    | 0.6 | 0.6    | 0    | 7.8  | 6.4  |
| المسيرة |                          | 83  | 25  | 20.3  | .416    | .316   | .75  | 3.1    | 0.9 | .5     | .1   | 8.5  | 6.5  |

## روابط خارجية
- جاكا بلاجيتش على موقع الاتحاد الدولي لكرة السلة (الإنجليزية)
- جاكا بلاجيتش على موقع الدوري الأوروبي لكرة السلة (الإنجليزية)
- جاكا بلاجيتش على موقع الدوري الإسباني لكرة السلة (الإسبانية)
- جاكا بلاجيتش على موقع كرة السلة الأوروبية.كوم (الإنجليزية)
- جاكا بلاجيتش على موقع DraftExpress.com (الإنجليزية)
- جاكا بلاجيتش على موقع ريلجم (الإنجليزية)
- جاكا بلاجيتش على موقع بروبوليرز (الإنجليزية)
- جاكا بلاجيتش على موقع سبورتس رفرنس (الإنجليزية)
- جاكا بلاجيتش على موقع أوليمبيديا (الإنجليزية)